# Ваквиль
Вакви́ль (фр. Vacqueville) — коммуна во французском департаменте Мёрт и Мозель региона Лотарингия. Относится к  кантону Баккара.	

## География
Ваквиль	расположен в 55 км к юго-востоку от Нанси. Соседние коммуны: Монтиньи на севере, Сен-Морис-о-Форж на северо-востоке, Феннвиллер и Пексонн на востоке, Нёфмезон на юго-востоке, Вене на юге, Мервиллер на западе.
Отсюда берёт начало ручей Маринваль, приток Вердуретта, на котором стоит Ваквиль и по которому названа коммуна (другое название реки Вердуретт — Вак). Исток реки Вердуретт находится в Нёфмезоне.

## История
- На территории коммуны находятся следы галло-романской культуры.

## Демография
Население коммуны на 2010 год составляло 256 человек.
| 1962 | 1968 | 1975 | 1982 | 1990 | 1999 | 2010 |
| ---- | ---- | ---- | ---- | ---- | ---- | ---- |
| 306  | 271  | 254  | 224  | 211  | 240  | 256  |

## Достопримечательности
- Мельница для помола пшеницы, впервые упоминаемая в 1530 году. До 1791 года принадлежала аббатству От-Сей. Несколько раз перепрофилировалась, в настоящее время относится к местной ферме.
- Церковь XVIII века.